# جيمس وايت (عالم عقيدة)
جيمس وايت (بالإنجليزية: James White)‏ هو عالم عقيدة أمريكي، ولد في 17 ديسمبر 1962 في مقاطعة هينيبين في الولايات المتحدة.